# Ортис Хименес, Карлос
Карлос Ортис Хименес (исп. Carlos Ortiz Jiménez; 3 октября 1983, Мадрид, Испания), более известный как просто Ортис — испанский игрок в мини-футбол. Защитник клуба «Барселона» и сборной Испании по мини-футболу.

## Биография
На старте карьеры Ортис часто менял клубы, не ставящие перед собой высоких целей. Он играл за «Фиат Карнисер», «Регаль Спорт», «Атлетико Боадилья», «Альгараба Ольяс дель Рей» и «УД Лас Росас Боадилья». Наконец, после двух сезонов в памплонском клубе «МРА Наварра», он подписал контракт с испанским грандом «Интер Мовистар». Вскоре он выиграл в его составе Кубок УЕФА по мини-футболу сезона 2008/09.
Ортис дважды становился чемпионом Европы в составе сборной Испании. На первенстве 2010 года ему удалось забить первый гол финала в ворота сборной Португалии. Также он становился серебряным призёром чемпионата мира 2008.

## Достижения
- Серебряный призёр чемпионата мира по мини-футболу 2008
- Чемпион Европы по мини-футболу (2): 2007, 2010
- Кубок УЕФА по мини-футболу 2008/09
- Кубок Испании по мини-футболу 2009
- Суперкубок Испании по мини-футболу 2009